# ساموئل آیلنبرگ
ساموئل آیلنبرگ (۳۰ سپتامبر ۱۹۱۳ – ۳۰ ژانویه ۱۹۹۸) ریاضیدان آمریکایی لهستانی‌الاصل بود.

## زندگی‌نامه
وی در ورشو، پادشاهی لهستان، در یک خانوادهٔ یهودی به دنیا آمده و در شهر نیویورک، ایالات متحده از دنیا رفت؛ جایی که او عمدهٔ حرفهٔ خود را به عنوان استاد در دانشگاه کلمبیا سپری کرد.
او پی.اچ. دی خود را از دانشگاه ورشو و در سال ۱۹۳۶ گرفت. مشاور پایان‌نامه‌اش کارول بورسوک بوده و علاقه اصلی او، توپولوژی جبری بود. او به همراهنورمن استینراد، بر روی برخورد اصل موضوعه‌ای با نظریه هموتوپی کار کرده (که نامشان در اصول آیلنبرگ-استینراد به چشم می‌آید) و به همراه ساندرز مک لین، در زمینهٔ جبر همولوژیک مشارکت نمود. در این حین، آیلنبرگ و مک لین، نظریهٔ دسته‌ها را اختراع نمودند.
آیلنبرگ عضو گروه بورباکی بود و با هانری کارتان، کتاب جبر هومولوژیک را در سال ۱۹۵۶ نوشت که تبدیل به اثری کلاسیک شد.
بعدها در زندگی اش، او به عنوان یکی از بنیانگذاران، در نظریه دسته‌های محض فعالیت نمود. فریب آیلنبرگ (یا تلسکوپ)، ساختاریست که ایدهٔ منتفی سازی تلسکوپی را به ماژول‌های تصویری تسری می‌دهد.
آیلنبرگ همچنین کتابی مهم در نظریه اتوماتا نوشت. ماشینِ اکس، نوعی اتوماتون، در سال ۱۹۷۴ توسط آیلنبرگ معرفی شد.
آیلنبرگ همچنین یک مجموعه دار برجسته از هنر آسیایی بود. مجموعهٔ او عمدتاً شامل مجسمه‌های کوچک و دیگر مصنوعات از هند، اندونزی، نپال، تایلند، کامبوج، سریلانکا و آسیای مرکزی بود. در۱۹۹۱–۱۹۹۲، موزه متروپولیتن هنر در نیویورک، نمایشگاهی از بیش از ۴۰۰ قلم از اشیائی که آیلنبرگ به موزه اهدا کرده بود، تحت عنوان «کُنارِ متعالی: هنر هندی و جنوب شرقی آسیائی از مجموعهٔ ساموئل آیلنبرگ» برپا کرد.

## آثار منتخب
- Samuel Eilenberg (1974), Automata, Languages and Machines. ISBN 0-12-234001-9.
- Samuel Eilenberg & Tudor Ganea (1957), On the Lusternik-Schnirelmann category of abstract groups, Annals of Mathematics, 2nd Ser. , 65, no. 3, 517 – 518. MR۰۰۸۵۵۱۰
- Eilenberg, Samuel; Mac Lane, Saunders (1945). "Relations between homology and homotopy groups of spaces". Annals of Mathematics. 46: 480–509. doi:10.2307/1969165.
- Eilenberg, Samuel; Mac Lane, Saunders (1950). "Relations between homology and homotopy groups of spaces. II". Annals of Mathematics. 51: 514–533. doi:10.2307/1969365.
- Eilenberg, Samuel; Moore, John C. (1962), "Limits and spectral sequences", Topology, 1 (1): 1–23, doi:10.1016/0040-9383(62)90093-9, ISSN 0040-9383 {{citation}}: More than one of |DOI= و |doi= specified (help); More than one of |ISSN= و |issn= specified (help)More than one of |ISSN= and |issn= specified (help); More than one of |DOI= and |doi= specified (help)
- Eilenberg, Samuel; Niven, Ivan (1944). "The "fundamental theorem of algebra" for quaternions". Bull. Amer. Math. Soc. 50 (4): 246–248. doi:10.1090/s0002-9904-1944-08125-1. MR 0009588.
- Eilenberg, Samuel; Steenrod, Norman E. (1945). "Axiomatic approach to homology theory". Proc. Natl. Acad. Sci. U.S.A. 31 (4): 117–120. doi:10.1073/pnas.31.4.117. PMC 1078770. PMID 16578143.
- Samuel Eilenberg & Norman E. Steenrod (1952), Foundations of algebraic topology, Princeton University Press, Princeton, New Jersey. xv+328 pp.[۳]